# پانسی (آلاباما)
پانسی (به انگلیسی: Pansey) یک منطقهٔ مسکونی در ایالات متحده آمریکا است که در شهرستان هیوستون، آلاباما واقع شده‌است. پانسی ۶۴٫۰۱ متر بالاتر از سطح دریا واقع شده‌است.